# Філомедуза помаранчевонога
Філомедуза помаранчевонога або воллункук (Pithecopus hypochondrialis) — вид жаб родини Phyllomedusidae.

## Опис
Загальна довжина досягає 4—5 см. Спостерігається статевий диморфізм: самиця більша за самця. Голова масивна. Очі великі, круглі з вертикальною зіницею. Тулуб стрункий, проте самиці товстіше. Кінцівки тонкі. Перші два пальці обох кінцівок повернені один до одного, що дозволяє вправно хапатися за гілки.
Вночі забарвлення спини цієї амфібії коричневе, а вдень — світло-зелене. Задні сторони лап мають помаранчевий колір з чорними смугами. Черево блідо-жовте з чорними смугами або плямами.

## Спосіб життя
Полюбляє тропічні та субтропічні ліси, чагарники, луки, болота, пасовища, плантації, сільські садиби. Практично усе життя проводить на деревах або чагарниках. Вдень ховається серед листя. Активна вночі. Живиться комахами, переважно мухами й цвіркунами.
Розмноження відбувається на початку сезону дощів. Самець схоплює самицю амплексусом. Остання здирається на листя, що висять на водою (до 1 м) Самець і самиця загибають листя на кшталт трубочки, куди відкладаються яйця, а самець їх запліднює. після заповнення листової трубочки, самець з самицею переходять до іншої. Загалом відкладається 40—120 яєць. Вони доволі великі і багаті на жовток. На 3-й день у личинок в яйці з'являються зовнішні зябра, на 5-й — починається змінюватися забарвлення, а зябра атрофуються. На 10 день пуголовка виходить з яйця й скочується у воду. Метаморфоза триває 7—10 тижнів.

## Розповсюдження
Мешкає у Колумбії, Венесуелі, Гаяні, Суринамі, Французькій Гвіані, Бразилії, Болівії, Парагваї, північній Аргентині.